# Quận Clay, Florida
Quận Clay là một quận thuộc tiểu bang Florida, Hoa Kỳ. Quận lỵ đóng ở Green Cove Spings6. 
Dân số năm 2018 là 216072 người.

## Địa lý
Theo Cục điều tra dân số Hoa Kỳ, quận này có diện tích 1670 km2, trong đó có 100 km2 là diện tích mặt nước.